# Frank Troosters
Frank Troosters (Hasselt, 8 november 1970) is een Belgisch Vlaams-nationalistisch politicus voor het Vlaams Belang.

## Biografie
Troosters werd beroepshalve administratief bediende.
Hij werd voorzitter van de Vlaams Belang-afdeling van Hasselt, waar hij sinds januari 2013 gemeenteraadslid is.
Bij de federale verkiezingen van 26 mei 2019 werd Troosters vanop de tweede plaats van de Limburgse VB-lijst verkozen tot lid van de Kamer van volksvertegenwoordigers. Als Kamerlid ging hij zich toeleggen op verkeersveiligheid, de veiligheid op en rond het openbaar vervoer en het beleid rond de Regie der Gebouwen. In juni 2024 werd hij vanop dezelfde plek herkozen. Vervolgens werd Troosters voorzitter van de Kamercommissie Mobiliteit, Overheidsbedrijven en Federale Instellingen.